# 財政制度等審議会
財政制度等審議会（ざいせいせいどとうしんぎかい、英: Fiscal System Council）は、財務省の審議会等の一つ。予算や決算をはじめとする国の財政について審議を行う財務大臣の諮問機関。前身は大蔵省の財政制度審議会など。

## 主な業務
財務省設置法（平成30年4月18日法律第16号）第7条1項に所掌事務が規定されている。
```
（財政制度等審議会）
第7条 財政制度等審議会は、次に掲げる事務をつかさどる。
一 
財務大臣
の諮問に応じて次に掲げる重要事項を調査審議すること。
 イ 
国の予算
、
決算
及び
会計
の制度に関する重要事項
 ロ 
国家公務員共済組合
の制度に関する重要事項
 ハ 
財政投融資
制度、
財政投融資計画
及び財政融資資金に関する重要事項
 二 
たばこ
事業及び
塩
事業に関する重要事項
 ホ 
国有財産
の管理及び処分に関する基本方針その他国有財産に関する重要事項
```

## 分科会
総会のほか、5つの分科会が置かれている。
- 財政制度分科会
- 国家公務員共済組合分科会
- 財政投融資分科会
- たばこ事業等分科会
- 国有財産分科会

## 役員

### 会長
| 氏名     | 就任日        |
| -------- | ------------- |
| 今井敬   | 2001年1月19日 |
| 貝塚啓明 | 2003年1月16日 |
| 西室泰三 | 2006年2月7日  |
| 吉川洋   | 2010年4月26日 |
| 榊原定征 | 2017年4月7日  |

### 会長代理
| 氏名     | 就任日        |
| -------- | ------------- |
| 貝塚啓明 | 2001年1月19日 |
| 西室泰三 | 2003年1月16日 |
| 本間正明 | 2006年2月7日  |
| 田中直毅 | 2007年1月16日 |
| 吉野直行 | 2010年4月26日 |
| 田近栄治 | 2011年1月17日 |
| 冨田俊基 | 2013年1月8日  |
| 池尾和人 | 2017年4月7日  |
| 翁百合   | 2021年4月7日  |

## 庶務
| 分科会名                 | 管轄課                 |
| ------------------------ | ---------------------- |
| 総会                     | 主計局調査課           |
| 財政制度分科会           | 主計局調査課           |
| 国家公務員共済組合分科会 | 主計局給与共済課       |
| 財政投融資分科会         | 理財局財政投融資総括課 |
| たばこ事業等分科会       | 理財局総務課           |
| 国有財産分科会           | 理財局国有財産企画課   |